# ライメイ!ブルートレイン/ネップウ!ファイヤーバード2号
「ライメイ!ブルートレイン/ネップウ!ファイヤーバード2号」（ライメイ!ブルートレイン/ネップウ!ファイヤーバードにごう）は、T-Pistonz+KMCの15枚目のシングル。2013年2月13日にFRAMEより発売された。

## 概要
初回生産限定盤、DVD同梱盤、通常盤の3種類がリリースされた。
規格品番は初回生産限定盤がAVCD-55019、DVD同梱盤がAVCD-55020〜B、通常盤がAVCD-55021。
なお、初回生産限定盤は特殊ケース仕様になっており、特典としてフィギュアストラップ3種（フェイ・ルーン、クラーク・ワンダバット、剣城優一）のうち1種がランダムで封入されている。
また初回生産限定盤のみに『劇場版イナズマイレブンGO vs ダンボール戦機W』のエンディングテーマとなった「掌のぬくもり」（T-Pistonz+KMC with リトルブルーボックス）が収録されている。
両曲ともニンテンドー3DS用ゲームソフト『イナズマイレブンGO2 クロノ・ストーン』の主題歌である。
また『ライメイ!ブルートレイン』は テレビ東京系列アニメ『イナズマイレブンGO クロノ・ストーン』のオープニングテーマ（36話〜51話）となっている。

## 収録曲
全曲 作詞 - TPK / 編曲 - 菊谷知樹

### 初回生産限定盤
1. ライメイ!ブルートレイン
  - 作曲 - 山崎徹&KMC / ブラスアレンジ - 竹上良成
  - テレビ東京系列アニメ『イナズマイレブンGO クロノ・ストーン』オープニングテーマ（36話〜51話）
  - ニンテンドー3DSソフト『イナズマイレブンGO2 クロノ・ストーン ライメイ』オープニングテーマ
2. ネップウ!ファイヤーバード2号
  - 作曲 - TPK / ブラスアレンジ - 竹上良成
  - ニンテンドー3DSソフト『イナズマイレブンGO2 クロノ・ストーン ネップウ』オープニングテーマ
3. 掌のぬくもり（T-Pistonz+KMC with リトルブルーボックス）
  - 作曲 - TPK
  - 『劇場版イナズマイレブンGO vs ダンボール戦機W』エンディングテーマ
4. ライメイ!ブルートレイン（オリジナル・カラオケ）
5. ネップウ!ファイヤーバード2号（オリジナル・カラオケ）
6. 掌のぬくもり（オリジナル・カラオケ）

### DVD同梱盤、通常盤共通
1. ライメイ!ブルートレイン
2. ネップウ!ファイヤーバード2号
  - 作曲 - TPK / ブラスアレンジ - 竹上良成
3. ライメイ!ブルートレイン（オリジナル・カラオケ）
4. ネップウ!ファイヤーバード2号（オリジナル・カラオケ）

### DVD（DVD同梱盤）
1. ライメイ!ブルートレイン (ミュージックビデオ)
2. ライメイ!ブルートレイン (アニメオープニングバージョン)